# Tom Martin
Tom Martin, född 16 oktober 1947 i Toronto, Ontario, är en kanadensisk före detta professionell ishockeyspelare (högerforward).
Han har bl.a. spelat för Toronto Maple Leafs, IFK Luleå och Modo AIK under sin karriär.